# 葛飾区立松上小学校
葛飾区立松上小学校（かつしかくりつ まつがみしょうがっこう）は、東京都葛飾区西新小岩2丁目にある公立小学校。

## 沿革
- 1956年（昭和31年）
  - 4月1日 - 葛飾区立上平井中学校の旧校舎を転用し、開校。
  - 10月3日 - 校旗・校歌制定。
- 1966年（昭和41年）3月12日 - 開校10周年記念式典挙行。
- 1976年（昭和51年）5月15日 - 開校20周年記念式典挙行。
- 1977年（昭和52年）10月17日 - 特別教室鉄筋校舎落成記念式典挙行。
- 1981年（昭和56年）4月1日 - 葛飾区立新小岩小学校開校。
- 1986年（昭和61年）11月22日 - 開校30周年記念式典挙行。
- 1987年（昭和62年）5月25日 - 中国帰国子女のための日本語学級開設。
- 1996年（平成8年）11月16日 - 開校40周年記念式典挙行。
- 1998年（平成10年）
  - 3月1日 - コンピュータ室設置。
  - 4月1日 - 新小岩小学校と統合（葛飾区初の統合校）。校舎は、新小岩小学校を使用。
  - 12月5日 - 統合記念式典挙行し、祝賀会（校歌とメモリアルルーム披露）開催。
- 2002年（平成14年）4月1日 - 校帽導入。
- 2006年（平成18年）11月10日 - 開校50周年記念式典挙行。
- 2008年（平成20年）3月24日 - 風力・太陽光発電システム除幕式挙行。
- 2009年（平成21年）
  - 3月31日 - 管理棟完成。
  - 8月25日 - 管理棟業務開始。
- 2011年（平成23年）
  - 4月1日 - 葛飾区立新小岩中学校との小中一貫教育校新小岩学園開校[2]。
  - 4月5日 - 小中一貫教育校新小岩学園開校式挙行。
- 2013年（平成25年）3月1日 - 夜間照明使用開始。
- 2014年（平成26年）7月1日 - 松上学童クラブ開所。
- 2016年（平成28年）12月10日 - 開校60周年記念式典挙行。

## 教育目標
- ○自分で考えやりとげる子（知）
- ○やさしい心で助け合う子（徳）
- ○明るく元気な子（体）

## 通学区域
出典
- 西新小岩1丁目（全域）
- 西新小岩2丁目（全域）
- 西新小岩3丁目（1番～4番・9番～15番）
- 西新小岩4丁目（1番～3番・13番～20番・28番～35番・39番～42番）
- 東新小岩1丁目（1番～15番）
- 東新小岩3丁目（1番～5番）

## 進学先中学校
出典
- 葛飾区立新小岩中学校 - 西新小岩地区から通う児童の主な進学先
- 葛飾区立小松中学校 - 東新小岩地区から通う児童の主な進学先

## 学校周辺
- 松上学童保育クラブ - 同一敷地内
- 葛飾区立新小岩中学校 - 同一敷地内。なお、本校の所在住所は西新小岩2丁目1番1号で、新小岩中学校の所在住所は西新小岩2丁目1番2号[5]である。
- 社会福祉法人清遊の家 葛飾区たつみ保育園 - 進級前保育園のひとつで、葛飾区道をはさんで、敷地が隣接。なお、葛飾区たつみ保育園の所在住所は、西新小岩2丁目1番3号[6]である。
  - このほか、葛飾区たつみ保育園以外の保育園・幼稚園も点在する。
- イムス東京葛飾総合病院 - 葛飾区道をはさんで、敷地が隣接。
- 都営西新小岩二丁目アパート
- 葛飾区立間栗公園 - 敷地が新小岩中学校に隣接。
- 新小岩地域活動センターにこわ新小岩
  - 葛飾区立上平井児童遊園
- 東京都道315号御徒町小岩線
- 葛飾区立新小岩公園 - 都道315号線をはさんで、敷地が隣接。
- UR都市再生機構西新小岩リバーハイツ
  - 学校付近には、都営西新小岩二丁目アパートやUR西新小岩リバースハイツ以外のマンション・アパートなども点在する。
- 東京都下水道局新小岩ポンプ所
- 西新小岩四丁目町内会館
- 東京聖栄大学体育館
- 東京都道450号新荒川葛西堤防線
- 中川 - 学校付近では、江戸川区との区境線となっている。
  - 荒川
- 首都高速道路中央環状線 - 首都高速道路は、学校付近では、中川と荒川の間を通る。
  - 平井大橋出入口 - 堀切JCT方面からのみ利用可（湾岸線方面に行く事はできない）。
- JR東日本総武本線新小岩駅
- このほか、セブンイレブン葛飾西新小岩4丁目店などのコンビニや、新小岩駅が近い関係で商業施設なども点在する。

## 交通アクセス
- 京成タウンバス「新小59」系統で、「新小岩公園」停留所（都道315号線上）下車後、
  - 新小岩駅前行のりばから、徒歩約165m・約3分。
  - 浅草寿町行のりばから、徒歩約275m・約5分。
    - なお、「新小岩公園」停留所から、学校敷地及び通用門までは近いが、学校正門までは若干距離が延びる。
- JR新小岩駅（北口）から、徒歩約605m・約10分。
  - なお、学校敷地から新小岩駅施設まで、最短で約250mほどだが、道路と学校正門・駅入口との関係で、遠回りとなる。